# Oostanaula
L'Oostanaula est une rivière de Géorgie aux États-Unis, principal affluent de la Coosa qu'elle forme avec l'Etowah (en).
Formée par la confluence des rivières Conasauga (en) et Coosawattee (en) dans le nord du comté de Gordon en Géorgie, elle s'écoule sur environ 80 km vers le sud-ouest jusqu'à la ville de Rome ou elle rejoint l'Etowah (en) pour former la Coosa.